# دبليو دبليو إي تو كي 14
دبليو دبليو إي تو كي 14 (بالإنجليزية: WWE 2K14)‏ لعبة فيديو تعمل على بلاي ستيشن3 و الإكس بوكس 360 تم تطويرها من قبل شركة يوكز و فيجوال كونسيبتس وتم نشرها من قبل شركة تو كي سبورتس لأول مره في 29 أكتوبر 2013 في أمريكا الشمالية .

## روابط خارجية
- الموقع الرسمي